# Scatella
Scatella is een vliegengeslacht uit de familie van de oevervliegen (Ephydridae).

## Soorten
- S. arizonensis Cresson, 1935
- S. ciliata Collin, 1930
- S. crassicosta Becker, 1896
- S. favillacea Loew, 1862
- S. gea Canzoneri & Meneghini, 1979
- S. indistincta Becker, 1896
- S. irrorata (Macquart, 1835)
- S. laxa Cresson, 1933
- S. lutosa (Haliday, 1833)
- S. major Becker, 1908
- S. marinensis (Cresson, 1935)
- S. megastoma (Zetterstedt, 1855)
- S. melanderi (Cresson, 1935)
- S. obscura Williston, 1896
- S. obscuriceps Cresson, 1915
- S. obsoleta Loew, 1861
- S. paludum (Meigen, 1830)

- S. pentastigma (Thomson, 1869)
- S. picea (Walker, 1849)
- S. quadrinotata Cresson, 1933
- S. rufipes Strobl, 1905
- S. septemfenestrata Lamb, 1912
- S. setosa Coquillett, 1900
- S. silacea Loew, 1860
- S. stagnalis (Fallen, 1813)
- S. subguttata (Meigen, 1830)
- S. tenuicosta Collin, 1930
- S. triseta Coquillett, 1902
- S. troi Cresson, 1933